# トロイから逃げるアイネイアース
『トロイから逃げるアイネイアース』（トロイからにげるアイネイアース、英: Aeneas Fleeing Troy）、または『トロイからの逃亡』（トロイからのとうぼう、伊: Fuga da Troia、英: The Flight from Troy）は、イタリア・バロック期の画家マッティア・プレーティが1640-1645年にキャンバス上に油彩で制作した絵画で、青年期のプレーティの傑作の1つと見なされている。主題は、古代ローマのウェルギリウスの長編叙事詩『アエネーイス』 (第2巻)  から採られた逸話である。1892年にトルロニア (Torlonia) 家から寄贈されて以来、ローマのバルベリーニ宮国立古典絵画館に所蔵されている。

## 作品
作品が最初に記録文書に登場するのは、1824年にジョヴァンニ・トルロニア (Giovanni Torlonia) のコレクション目録である。しかし、当時は、誤ってシモン・ヴーエに帰属されていた。次いで、アレッサンドロ・トゥルキに帰属され、1916年になってようやくイタリアの美術史家ロベルト・ロンギによりマッティア・プレーティに正しく帰属された。
本作は、『アエネーイス』 (第2巻)  にもとづいている。描かれているのは、トロイア戦争でトロイがギリシャ人に敗れ、略奪された後、アイネイアースが逃亡する姿である。アイネイアースが老いて体の弱い父アンキーセスを肩に背負い、息子のアスカニオスの先導で逃亡する姿を表している。アンキーセスは、家庭の守護神ペナーテース像を掴んでいる。画面右端にはアイネイアースの妻クレウサ (Creusa) が表されているが、彼女は逃亡中の混乱で死んでしまう。陰鬱な背景には、アカイア人によって放火されたトロイの町が見える。
この主題は16世紀末から17世紀初めに新たな人気を得たが、それは主にシピオーネ・ボルゲーゼ枢機卿の熱意によるものであった。ウェルギリウスとオウィディウスによって強調されたアイネイアースの逃亡と古代ローマの建国の関連性は、明らかに当時のローマの人々に魅力のあるものであった。伝説によれば、アスカニオスは成長して、アルバ・ロンガの町を築き、ローマを建国したロムルスとレムスはアルバ・ロンガで生まれたのである。ちなみに、ウェルギリウスの著述によれば、トロイからの逃亡の際、アスカニオスは父を先導するのではなく、父の後に続いているが、プレーティはアスカニオスの子孫がローマを建国することを考慮して、アスカニオスに主導性を与えている。
本作はプレーティの様式的変貌を示すもので、プレーティ研究において重要な作品である。人工的な光に照らされる部屋内に設定された初期風俗画への嗜好を脱し、プレーティは初めて開かれた屋外の場面で歴史画を描く試みをしている。すべて三原色にもとづいた輝かしい色彩の幅が最近の修復によって明らかとなった。アイネイアースのマントの躍動感のある青色とチュニックの黄色、そしてアスカニオスの身体を覆う布の白色は、プレーティがすでにプッサンの芸術に触れ、ローマに浸透していた新たなヴェネツィア派様式と出会っていたことを想起させる。